# Ий
Ий (фин. Ii, швед. Ijo) — община в Финляндии, в провинции Северная Остроботния.
Ий была объединена с общиной Куйваниеми 1 января 2007 года. Новая община оставила название, но взяла герб Куйваниеми. Название общины — самое короткое географическое название в Финляндии и одно из самых коротких в мире.

## География
Расположена на побережье Ботнического залива, в устье реки Иййоки. Площадь общины составляет 2809,23 км².

## Население
Население по данным на март 2025 года составляет 9789 человек; плотность населения — 6,06 чел/км². Официальный язык общины — финский, является родным почти для 99,5 % населения. 0,1 % населения Ий считает родным шведский язык и 1,4 % — другие языки. Доля лиц в возрасте младше 15 лет составляет 23,1 %; лиц старше 65 лет — 15,8 %.

## Известные уроженцы
- Юхаматти Аалтонен — финский хоккеист

## Упоминание в литературе
В. Ф. Джунковский, бывший в 1915 году командиром Отдельного корпуса жандармов, в своих воспоминаниях упоминает город Ий:

Помню, как меня поражали названия станций по дороге. Особенно одно название не могло не броситься в глаза. Не доезжая до Улеаборга, поезд остановился на 10 минут у небольшой станции, название которой оказалось “Ii”. Я вышел на платформу, ко мне подошел начальник станции, оказавшийся женщиной, в форменном пальто черного сукна с серебряными пуговицами и с оригинальным кепи на голове. Ломаным русским языком, коверкая слова, она, приложив как-то неловко руку к козырьку, отрапортовала мне, что на станции «Ii» все обстоит благополучно..

## Галерея

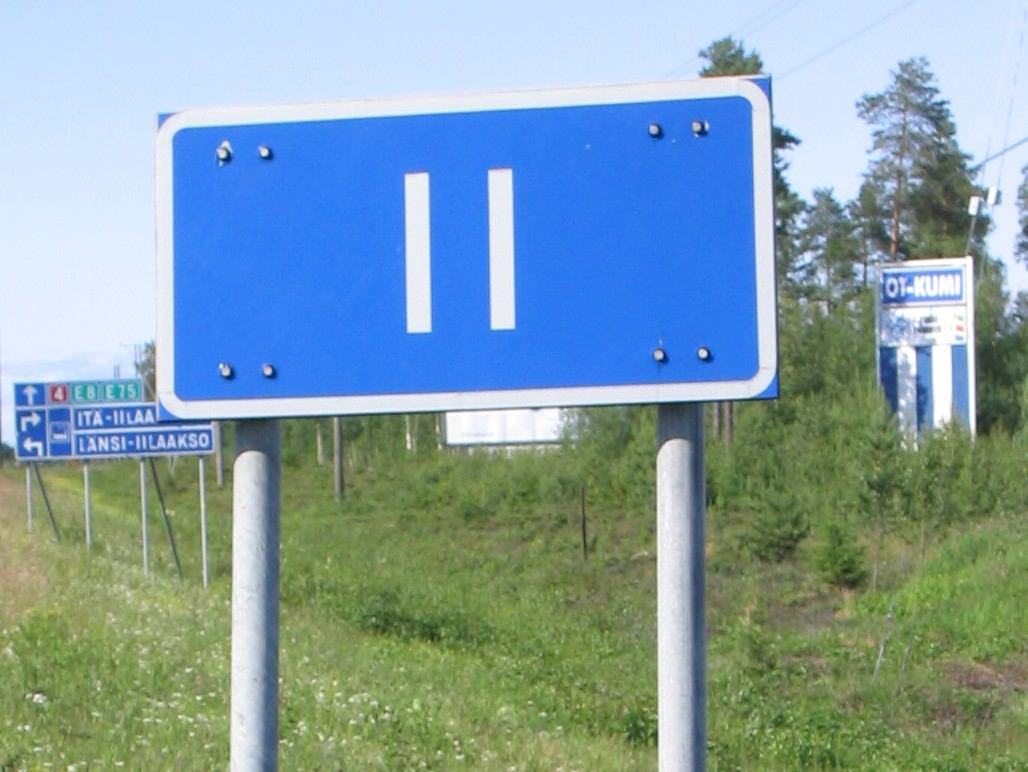
Дорожный указатель
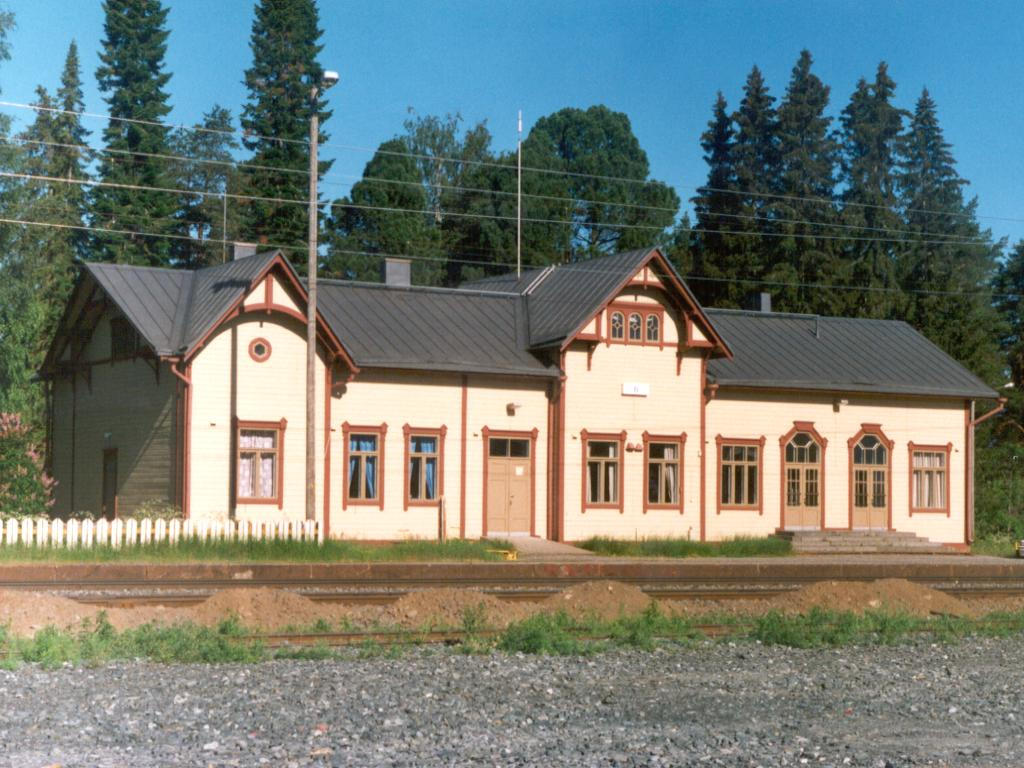
Железнодорожная станция
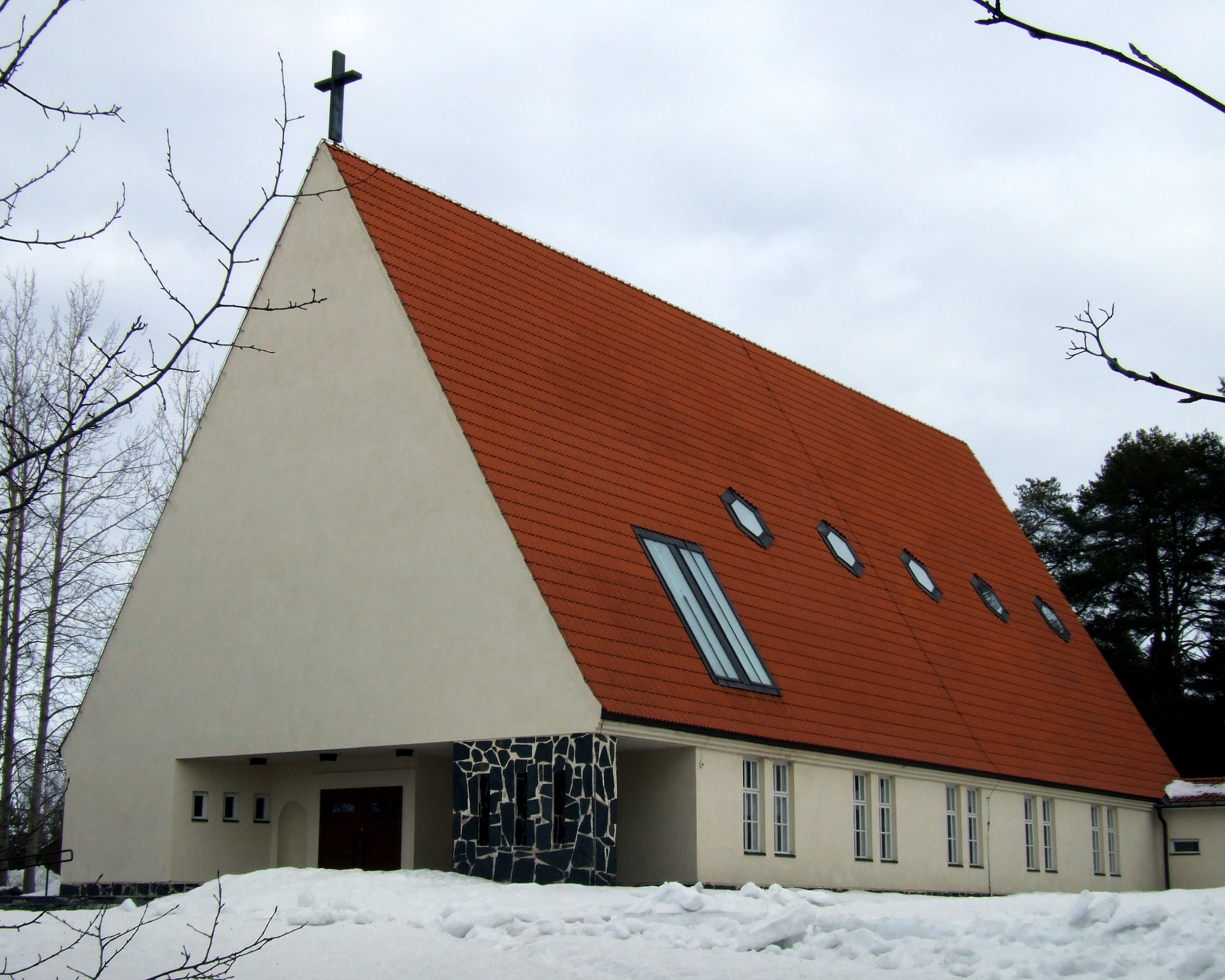
Церковь в Ий
Герб общины до 31 декабря 2006 года